# Strzyżawa

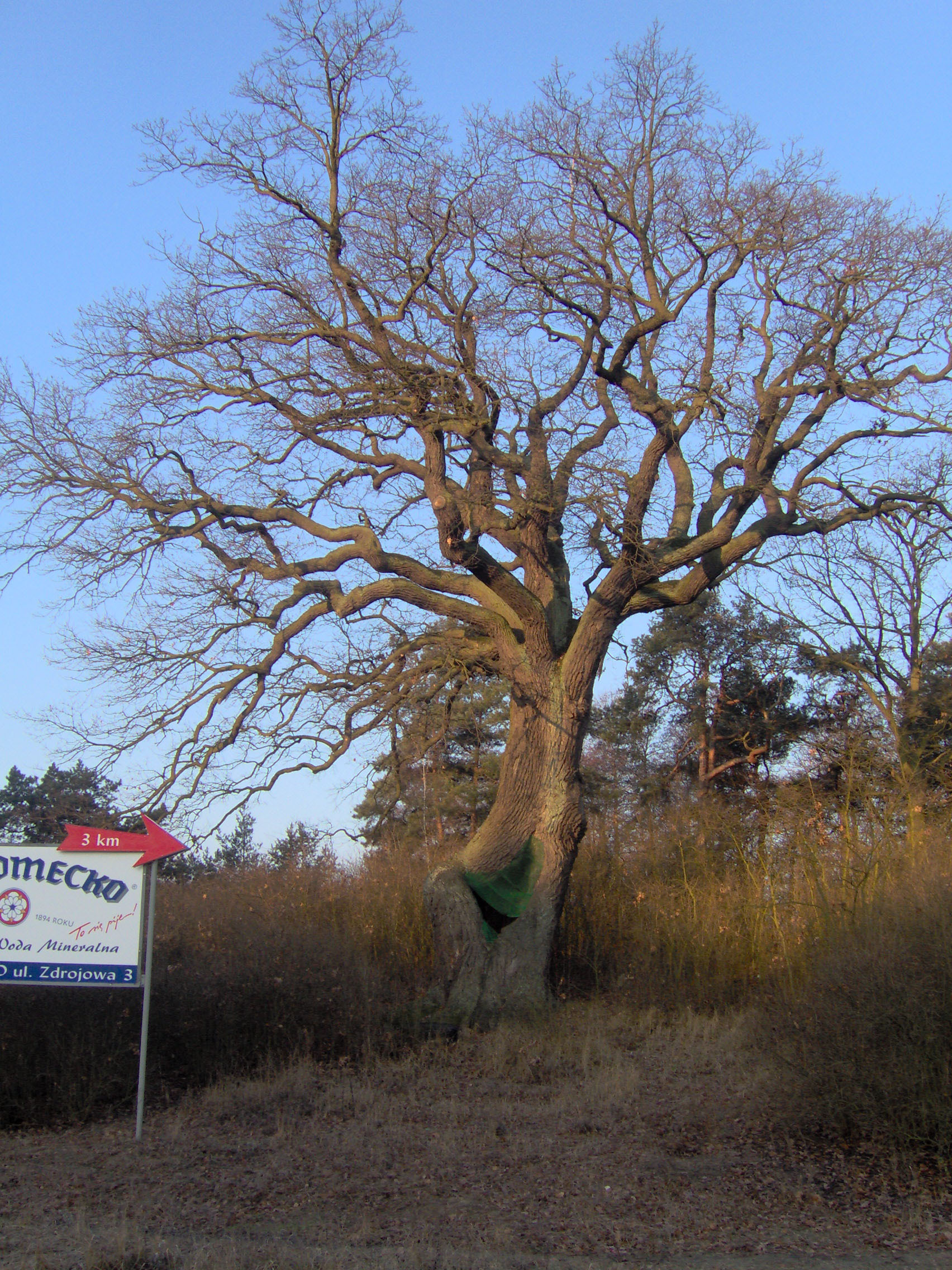
Dąb szypułkowy w Strzyżawie, pomnik przyrody

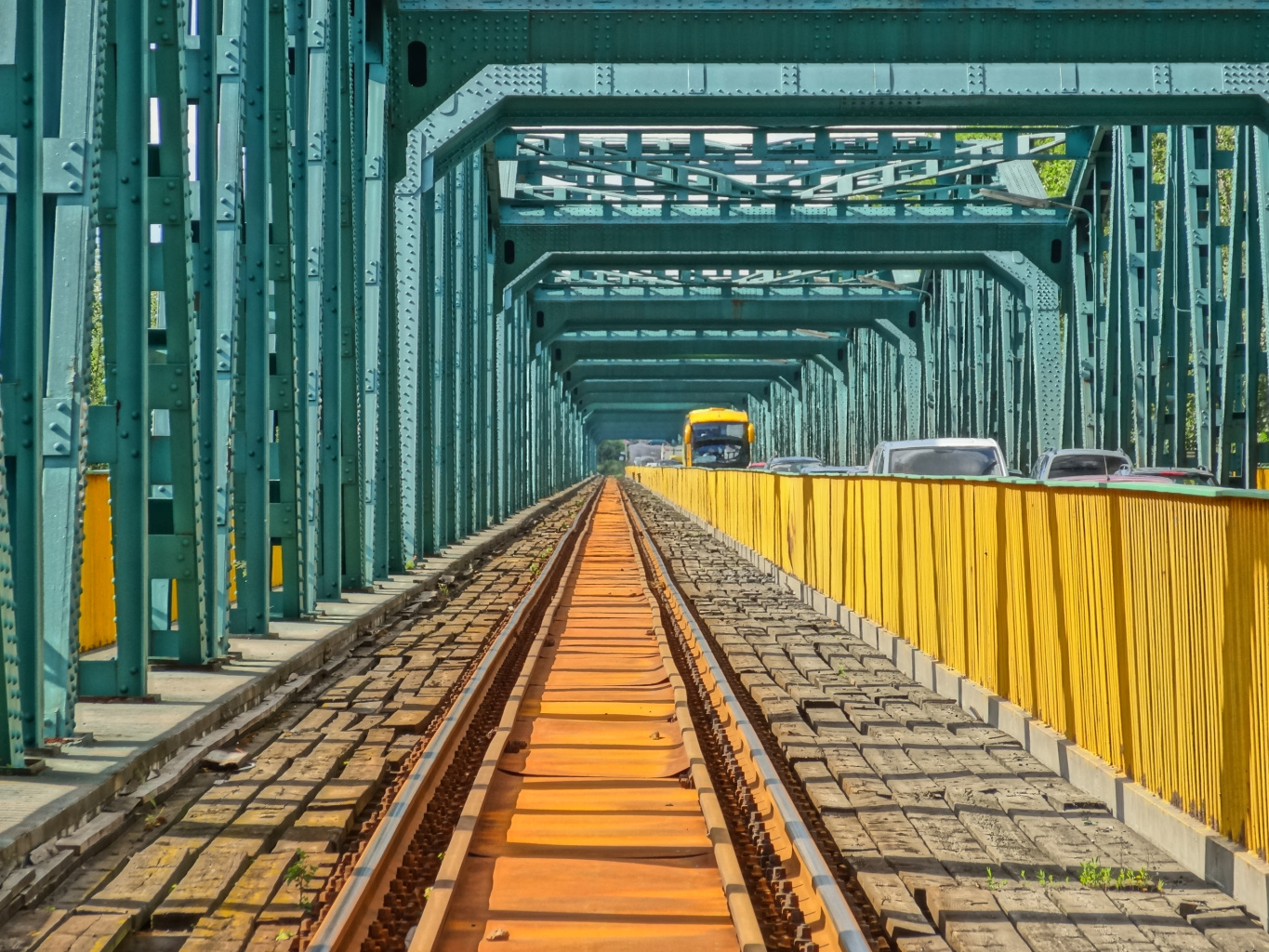
Most fordoński przez Wisłę – widok od strony Strzyżawy

Strzyżawa – wieś w Polsce, położona w województwie kujawsko-pomorskim, w powiecie bydgoskim, w gminie Dąbrowa Chełmińska. W latach 1975–1998 miejscowość administracyjnie należała do województwa bydgoskiego.

## Położenie
Strzyżawa położona jest w gminie Dąbrowa Chełmińska, powiecie bydgoskim, na skraju historycznej Ziemi Chełmińskiej. Miejscowość zlokalizowana jest terasie nadzalewowej Doliny Wisły, tuż przy starodawnej przeprawie przez Wisłę zwanej „Vogelsang”, którą w 1893 roku zastąpił most fordoński. Miejscowość znajduje się w obrębie Zakola Dolnej Wisły oraz Fordońskiego Przełomu Wisły.

## Nazwa
Nazwa wsi nawiązuje do pojęcia „strzec czegoś” i taka też była jej rola od najdawniejszych czasów, gdyż strzeżono tu ruchu na Wiśle i przeprawiano podróżnych tratwami przez rzekę.

## Charakterystyka
Strzyżawa jest wsią sołecką wchodzącą w skład gminy Dąbrowa Chełmińska. Większość obiektów życia codziennego (szkoła, poczta, przychodnia, apteka, PKS, PKP), znajduje się w pobliskim Ostromecku oraz w Bydgoszczy-Fordonie. We wsi znajduje się motel Jermir z restauracją oraz dwie stacje paliw.

### Demografia
Według Narodowego Spisu Powszechnego (III 2011 r.) liczyła 244 mieszkańców. Jest dziesiątą co do wielkości miejscowością gminy Dąbrowa Chełmińska.

### Komunikacja
Przez Strzyżawę przebiega droga krajowa nr 80 Bydgoszcz-Toruń oraz rozpoczyna się droga wojewódzka nr 551 wiodąca przez Unisław i Chełmżę do Wąbrzeźna. Wieś obchodzi od południa i wschodu linia kolejowa nr 209 Bydgoszcz Wschód – Brodnica.

### Przyroda i rekreacja
Strzyżawa położona jest na obszarze o wysokich walorach przyrodniczych i rekreacyjnych. Wieś otoczona jest lasami, a od zachodu i północy równiną zalewową Wisły. Zapleczem rekreacyjnym jest duży kompleks leśny zwany Lasem Ostromeckim, który porasta zwydmione, piaszczyste terasy doliny Wisły, położone we wnętrzu tzw. kolana Wisły. Na północ od wsi znajduje się Rezerwat przyrody Wielka Kępa, w którym chroniony jest las łęgowy wiązowo-jesionowy, natomiast w pewnym oddaleniu na południowym wschodzie – projektowany rezerwat ornitologiczny Mała Kępa Ostromecka. Od 2003 roku wieś znajduje się w obrębie Zespołu Parków Krajobrazowych Chełmińskiego i Nadwiślańskiego. Tereny zalewowe Wisły objęte są ponadto siecią obszarów Natura 2000 pn.: Dolina Dolnej Wisły (obszar specjalnej ochrony ptaków) i Solecka Dolina Wisły.

### Szlaki turystyczne
Przez Strzyżawę przebiegają liczne szlaki turystyczne:
- pieszy szlak turystyczny (48,4 km) „Rezerwatów Chełmińskich”, wiodący z Bydgoszczy-Fordonu do Chełmna[5]
- pieszy szlak turystyczny „Orlich Gniazd” (14,8 km), wiodący z Ostromecka wzdłuż zakola dolnej Wisły do Kamieńca[5]
- szlak rowerowy „Dookoła Dolinie Dolnej Wisły” Bydgoszcz-Świecie-Chełmno-Bydgoszcz[6]
- szlak rowerowy „Przyjaźni” Bydgoszcz-Toruń
- szlak rowerowy „Po Dolinie Dolnej Wisły” Cierpice-Bydgoszcz-Świecie-Nowe-Gniew-Tczew-Kwidzyn-Grudziądz-Świecie-Ostromecko-Zamek Bierzgłowski

Wzdłuż drogi wojewódzkiej nr 551 przez Strzyżawę wiedzie droga rowerowa do Dąbrowy Chełmińskiej.

### Stare cmentarze
Na terenie wsi zlokalizowany jest nieczynny cmentarz ewangelicki.

## Historia
Już w XIV wieku przy przeprawie przez Wisłę w Strzyżawie znajdował się punkt kontrolny, gdzie pobierano cło od towarów spławianych Wisłą oraz myto za przeprawę łodzią, bądź tratwą przez rzekę. Wieś była gniazdem polskiej szlacheckiej rodziny, która przyjęła nazwisko Strzyżewskich herbu Zadora. Z 1667 roku pochodzi wiadomość, że wieś była w posiadaniu lennika królewskiego. Na początku XVIII w. miejscowość należała do Dorpowskich, władających majątkiem ostromeckim. W 1708 roku, w czasie wojny północnej wieś została spustoszona przez Szwedów, którzy zniszczyli także promy do przeprawy przez Wisłę. 15 czerwca 1709 roku właściciel Ostromecka Jan Jakub z Krowiczyna Dorpowski wydzierżawił wieś olędrom: Danielowi Lehmanowi i Janowi Adryanowi, zachowując jednak prawo pobierania opłat z przeprawy promowej (po mennonitach pozostał istniejący do dziś cmentarz). Dzierżawcy płacili czynsz na rzecz dworu ostromeckiego, zobowiązani byli do niektórych usług na jego rzecz oraz mieli obowiązek utrzymywać w dobrym stanie brzegi Wisły. W 1771 dwór ostromecki zawarł umowę z osadnikami niemieckimi na dzierżawę Kępy Strzyżawa, tj. ciągnącego się wzdłuż Wisły pasa ziemi, stanowiącego integralną część wsi Wielka Strzyżawa. Tu też znajdowała się karczma przy przeprawie przez Wisłę, a najbliżej brzegu rzeki tzw. „Vogelsang”. Część obszaru, która przylegała do ostromeckich łąk, w źródłach wymieniana była pod nazwą Strzyżawka (niem. Streiske) lub Mała Strzyżawa (niem. Kleine Striesau). Naprzeciw Strzyżawki blisko brzegu Wisły ciągnęła się Kępa Kruszkowa – określona tak od nazwy zakrzaczeń oraz owoców dzikiej gruszy.
W 1772 miejscowość została wcielona do Królestwa Prus w wyniku I rozbioru Polski. Od 1 października 1772 w Strzyżawie stały przystanek miał dyliżans pocztowy kursujący z Berlina przez Bydgoszcz i Chełmno do Królewca. Ze spisu majątku ostromeckiego z końca XVIII w. wynika, że w Strzyżawie Wielkiej mieszkało 120 osób, a w Strzyżawie Małej 91 osób. 4 października 1794 w czasie insurekcji kościuszkowskiej, wojsko generała Jana Henryka Dąbrowskiego uchwyciło na prawym brzegu Wisły przyczółek, a następnie zajęło Strzyżawę, Ostromecko i Unisław. W czerwcu 1812 przeprawił się przez Wisłę w Strzyżawie francuski marszałek Michel Ney z armią napoleońską podążający na wojnę z Rosją.
Z zestawienia podatkowego i spisu ludności z 1812 roku wynika, że Strzyżawa Wielka zaliczała się do najbogatszych wsi majoratu ostromeckiego. W 1835 wzniesiono tu szkołę ewangelicką, czynną do 1945 roku, do której uczęszczały także dzieci m.in. z Ostromecka i Małej Kępy (w 1848 wzniesiono dla niej istniejący do dzisiaj budynek z czerwonej cegły). Na początku XIX wieku Wielka Strzyżawa miała zabudowę łańcuchową (ulicówka), z domami wzdłuż drogi, a ziemie chłopskie składały się z pól w kształcie podłużnych pasów równej długości, lecz różnej szerokości. We wsi przeważali mało- i średniorolni chłopi. W 1885 roku wieś o obszarze 133 ha (34 ha gruntów ornych, 29 ha łąk, 6 ha lasu) posiadała 12 domów mieszkalnych, w których mieszkało 86 osób, niemal wszystkich wyznania ewangelickiego.
15 listopada 1893 roku między Fordonem, a Strzyżawą oddano do użytku 1324-metrowy most drogowo-kolejowy przez Wisłę, będący wówczas jednym z najdłuższych w Europie. W jego otwarciu uczestniczył cesarz niemiecki Wilhelm II Hohenzollern. Wjazd na most od strony Strzyżawy był ufortyfikowany i pilnowany przez strażników. Przez miejscowość poprowadzono wówczas linię kolejową łączącą Fordon z Chełmżą.
W 1920 roku w Strzyżawie istniało 16 gospodarstw, w których mieszkało 87 osób (21 Polaków i 66 Niemców). W okresie międzywojennym w Strzyżawie funkcjonowała czteroklasowa szkoła elementarna, która dawała możliwość zdobycia wykształcenia podstawowego, lecz uniemożliwiała dostęp do szkół wyższego typu. W 1923 uczęszczało do niej 16 dzieci polskich i 17 niemieckich, a patronat sprawował dwór ostromecki. Po wojnie budynek szkoły przekształcono na mieszkania, a dzieci skierowano do nowo otwartej szkoły w Ostromecku. W 1956 roku oddano do użytku odbudowany w nowej formie most fordoński, skrócony o 310 m od strony Strzyżawy, gdzie dawne przęsła zastąpiono nasypem ziemnym.